# Athenais Philostorgos II
Athenais Philostorgos II, död efter 51 f.Kr, var en drottning av Kappadokien genom äktenskap med Ariobarzanes II av Kappadokien
Hon var dotter till Mithridates VI Eupator av Pontus och Monime. Hon gifte sig med Kappadokiens tronföljare Ariobarzanes, som cirka 63 f.kr efterträdde sin far som monark. Hon fick som drottning hedersnamnet Philostorgos efter sin svärmor och företrädare, Athenais Philostorgos I. Hon blev drottningmoder år 51 f.kr, då hennes make dog och hennes son Ariobarzanes III blev monark. 
Roms guvernör i Kilikien, Marcus Tullius Cicero, varnade Ariobarzanes III för att hans mor kunde bli hans fiende på grund av hennes svartsjuka mot hans gunstlingar, ministrarna Methras och Athenaeus. Athenais lyckades fördriva ministrarna som en del i en komplott att avsätta sin äldste son och ersätta honom med den yngre sonen. Cicero lyckades återinstallera ministrarna, och komplotten avslöjades inför Ariobarzanes III. Ariabarzanes III förvisade henne därefter från allt inflytande, men hennes öde i övrigt är okänt. 
Barn
1. Ariobarzanes III Eusebes Philoromaios
2. Ariarathes X Eusebes Philadelphos